# 男はつらいよ 寅次郎真実一路
『男はつらいよ 寅次郎真実一路』（おとこはつらいよ とらじろうしんじついちろ）は、1984年12月28日に公開された日本映画。『男はつらいよ』シリーズの34作目。

## あらすじ
寅次郎の夢。日本に突如として怪獣が現れるも、撃退する術はない。タコ社長演ずる総理大臣は、かつて学会から追放された車寅次郎博士を頼るも、博士は自らを理解しなかった社会への恨みから手を貸そうとはしない。だが、車博士はついに決断する。「怪獣よ、俺が憎いのは、お前を怪物にさせた愚かな文明だ!」……
柴又に帰った寅次郎は、あけみとタコ社長の喧嘩に巻き込まれた挙げ句に大げんかをし、さくらにあきれられてしまう。上野の焼き鳥屋で飲んでいたところ、持ち合わせがないことに気付き、電話でさくらを頼るが、突き放される。たまたま隣り合わせた大手証券会社課長の富永（米倉斉加年）は、寅次郎が無銭飲食になってしまうことを気の毒に思い、それでも脳天気な寅次郎の自由さに憧れて、寅次郎の支払いもしてくれる。翌日、前日の礼を言おうと、もらった名刺を頼りに富永の勤務先を訪ねた寅次郎は、またも富永と飲みに行く。富永が寅次郎も行ったことがある郷里・枕崎の話、そこからはるばる上京してきた自分が寅次郎と同じ「旅人」だという話などをして、さらに意気投合。痛飲した寅次郎は、泥酔した富永を牛久沼近く（つくば市森の里）の自宅まで送り、そこで泊まる。
翌朝目覚めた寅次郎は、富永の清楚で美しい妻ふじ子（大原麗子）の存在に気付く。寅次郎はふじ子から、富永が朝早く家を出て夜遅く帰り、家族との接点のあまりない、ほとんど仕事ばかりの生活をしていることを知る。そして、ふじ子から手厚いもてなしを受けた事もあって、人妻であるにもかかわらず想いを寄せるようになってしまう。
数日後、富永は過労による現実逃避で、出勤途中に失踪する。寅次郎はふじ子からそのことを知らされると、直ちに富永の家に向かい、ふじ子と善後策を相談する。また、落ち込んでいるふじ子を励ますため、寅次郎はふじ子と息子の隆をとらやに招待する。ふじ子は、とらやの団欒を味わいながら、たくさんの家族で一緒に過ごすことの大切さを改めて感じる。
その数日後、郷里の鹿児島から富永の目撃情報が伝えられたと、ふじ子からとらやに連絡がある。寅次郎は、タコ社長に旅費５万円を借りて、ふじ子とともに枕崎へと旅立つ。寅次郎は鹿児島に着くと、バスや列車の中など様々な場所で富永の特徴を話し、写真を見せて、精力的に富永を探す。いったん富永の実家に寄って宿泊した後、翌日はタクシーで富永の思い出の地を回る。富永を目撃した親族の家、名勝・丸木浜を経て鰻温泉に至り、ある旅館の宿帳に富永の字で「車寅次郎」と書いてあったことから、富永が数日前にそこに来ていたことは分かった。しかし、富永自身を見つけることはできず、とりあえず旅館で宿泊することに。
そこで寅次郎は翌日の捜索の提案をするが、ふじ子はどんなことが起こっても覚悟していると言い、きっと生きてるよという寅次郎の言葉にも、気休めなんか言わないでと泣く。「今日、寅さんと一緒にあちこち歩いたでしょ。それだけでもここに来てよかったと思ってるの」というふじ子の言葉が、寅次郎に突き刺さる。
結局富永を見つけられないまま鹿児島を発ち、ふじ子と別れ、柴又へと戻った寅次郎は、食事もせず横になったまま、鬱々とした時間を過ごす。ふじ子を想うあまり、心のどこかで富永が戻らない事を願ってしまう自分の醜さ、恐ろしさに嫌気がさしたのだ。寅次郎の内心を理解し、「自分の醜さに苦しむ人間はもう醜くありません」と言う博たちの慰めに感謝しつつも、ふじ子の事を忘れられるよう、旅に出ようとする。
と、そこに、無精ひげを生やした富永が現れる。「生きてたのか」と一瞬落胆するような表情を見せる寅次郎だったが、すぐ我に返り、ふじ子に一刻も早く知らせようと、富永の手を引っ張りタクシーで富永の自宅へ急行。寅次郎は富永が帰ってきたことをふじ子に告げる。再会を果たし涙を流して喜び合う家族の姿を見届けると、すぐに背を向け、寅次郎はそのまま旅に出てしまう。しかし、とらやにかかってきた寅次郎の電話の声は、自分の醜さから解放されたのか、晴れ晴れとしていた。
正月になり、ふじ子からとらやに年賀状が来る。富永は、自宅から近い土浦営業所勤務となって家族と過ごす時間が増え、ふじ子にとって身近に感じられる存在になっていた。そして、寅次郎との旅の
思い出を一生忘れないと綴ってあった。

## エピソード
- 物語冒頭、寅次郎の夢のシーンに同じく松竹製作の映画『宇宙大怪獣ギララ』（1967年3月25日公開）から主役怪獣のギララが、同映画の登場シーンを流用する形で登場した[4]。一方、車博士の書斎に置いてあるギララの模型の目が光るシーンは、同映画の撮影当時の粘土模型を撮影したものである[5]。夢の中では単に「怪獣」と称され、寅次郎が目覚めた際に子どもがかぶっていた被りものは、東宝のゴジラであった[6][注釈 5]。なお、本作と同時期の1984年12月にはゴジラシリーズの9年ぶりの新作となる『ゴジラ』（1984年版）が公開されている。
- 牛久沼の健吉宅に泊まった寅さんが起きて目にする額縁の詩は、北原白秋『巡礼』の一節。「真実 諦メ ダダ一人／真実一路ノ旅ヲ行ク／真実一路ノ旅ナレド／真実 鈴振リ思ヒダス」が映画のタイトルの由来になっている。
- DVDに収録されている特典映像「予告編」には、以下のような没シーンが収録されている。
  - 寅が富永宅で朝目覚めるシーン。本編では「大変失礼ですけれども」までお守りを振り回し、「どこのどなたでしょう」となっているが、予告編では「大変失礼ですけども」の直前でお守りを振るのをやめ、台詞も「どこのどなたでしょうか」となっている。そのあとの台詞も本編は「富永さん」であるが、予告編では「富永さんと言うと」になり、前後にふじ子の笑うシーンが挿入されている。
  - 鹿児島の家へ訪れるシーンの別バージョン（台詞が本編では「俺」になっているが、予告編では「俺ね」になっている）。
  - 丸木浜でふじ子が佇むところへ寅が近寄るシーンの別バージョン。予告編では右方からロングカットで撮影されているが、本編では左方から近づき、アップシーンとなっている。また、ふじ子が佇んでいるシーンを後方から撮影しているシーンが予告編には入っている。
  - あけみが寅に悩みを打ち明けるシーンの別バージョン。寅の左手の位置などが変わっている。
- 第25作「ハイビスカスの花」では飛行機嫌いとなっているが、本作では東亜国内航空でふじ子と鹿児島へ訪れるほか、ラストシーンでポンシュウに「よし決めた。飛行機に切り替えよう」と飛行機が苦手とは思われない台詞となっている。
- 本作から、とらや向かい「江戸家」の店頭のおばさんが交代する。
- 1996年8月9日放送の『金曜ロードショー』では渥美清の訃報を受け、『金曜特別ロードショー 渥美清さん追悼企画』として本作が急遽放映された。このため、本来放送予定だった『スタンド・バイ・ミー』は同年8月23日に差し替えられ、23日に予定されていた『火垂るの墓』の放送は翌年に延期された。

## 挿入曲
- 里の秋
- 使用されたクラシック音楽
  - ジョアキーノ・ロッシーニ作曲：『ウィリアム・テル序曲』から「第3部 静寂」「第4部 - スイス軍隊の行進」「第3部 静寂」～夢のシーン
  - ピョートル・チャイコフスキー作曲：『交響曲第6番ロ短調 作品74』から第1楽章～夢のシーン
  - ヴォルフガング・アマデウス・モーツァルト作曲：『オーボエ四重奏曲 ヘ長調 K.370 (368b)』から第3楽章～健吉が訪れる喫茶店で流れる。

## 出演
- 車寅次郎 - 渥美清
- 諏訪さくら - 倍賞千恵子
- 車竜造（おいちゃん） - 下條正巳
- 車つね（おばちゃん） - 三崎千恵子
- 諏訪博 - 前田吟
- 桂梅太郎（タコ社長） - 太宰久雄
- 源公 - 佐藤蛾次郎
- 諏訪満男 - 吉岡秀隆
- 静子 - 津島恵子：健吉の姉。鹿児島県枕崎にある健吉の実家に住む。
- 和代 - 風見章子  ふじ子の母。
- ポンシュウ - 関敬六
- タクシーの運転手 - 桜井センリ：鹿児島枕崎の南映タクシー
- バイクの男 - アパッチ・けん
- 部長 - 津嘉山正種：スタンダード証券日本橋本社。
- 芦田友秀
- 会議の外国人 - ディビー・スミス：スタンダード証券日本橋本社。
- 受付嬢 - マキノ佐代子：スタンダード証券日本橋本社。
- 同 - 伊東さゆり：スタンダード証券日本橋本社。
- 同 - 岩渕菜穂：スタンダード証券日本橋本社。
- ウエイトレス - 川井みどり：健吉が立ち寄る喫茶店。
- 鰻温泉の仲居 - 谷よしの：ふじ子が泊まる旅館「かどや」
- 戸川美子
- 証券マン - 加藤潤：スタンダード証券日本橋本社。
- 印刷工・中村 - 笠井一彦
- あけみ - 美保純
- 富永健吉 - 米倉斉加年  スタンダード証券日本橋本社の課長。茨城県牛久沼に一戸建てを購入。寅さんと上野の焼鳥「まるき」で知り合う。
- 御前様 - 笠智衆
- 進介 - 辰巳柳太郎 ：枕崎に住む健吉の父。薩摩琵琶が得意。
- 富永ふじ子 - 大原麗子：証券マン・健吉の妻。息子・隆。
- 備後屋 - 露木幸次（ノンクレジット）

## スタッフ
- 監督・原作：山田洋次
- 脚本：山田洋次、朝間義隆
- 製作：島津清、中川滋弘
- 音楽：山本直純

## ロケ地
- 鹿児島県日置市（さつま湖、伊作駅）、南さつま市（丸木浜、加世田武田上鴻巣武家屋敷）、指宿市（鰻温泉、鰻池）、鹿児島市（島津別邸仙厳園、桜島）、霧島市（鹿児島空港）、JR指宿枕崎線、鹿児島市電
- 東京都台東区（ガード下・居酒屋まるき）、中央区（スタンダード証券、呉服橋交差点）
- 神奈川県横浜市戸塚区東戸塚駅（土浦駅として撮影）
- 茨城県つくば市（筑波山神社、、森の里団地、茎崎橋）、龍ケ崎市（牛久沼）

佐藤2019、pp.636、及び公式HPより

## 記録
- 観客動員：144万8000人[7]
- 配給収入：12億7000万円[1]（10億5000万円[7]とも）

## 受賞歴
- 第3回ゴールデングロス賞優秀銀賞、マネーメイキングスター賞[8]

## 併映作品
- 『ねずみ小僧怪盗伝』: 野村芳太郎監督